# 价值 (伦理学)
在倫理學上，價值即是看每一件事的角度，去尋找在每一件事上何為最佳的做法或看法。價值為德性倫理學所重視的一個因素。有人將其分成工具價值和內在價值。

## 工具價值和內在價值

### 工具價值
工具價值即為了達到心中的目的，透過實行該美德，去獲取或得到一些更加重要的東西。而實行該美德是用來實現其他想要得到的事物，並不是最終目的。

### 內在價值
內在價值是指有些價值是人們認為應該追求的事物，希望實現這些事物本身，而不是將它們當作成工具。